# Tremezzina
Tremezzina är en kommun i provinsen Como i regionen Lombardiet i Italien. Kommunen hade 5 141 invånare (2018).
Kommunen Tremezzina bildades den 4 februari 2014 genom en sammanslagning av de tidigare kommunerna Lenno, Mezzegra Ossuccio och Tremezzo.